# Ophiochiton fastigatus
Ophiochiton fastigatus är en ormstjärneart som beskrevs av George Richard Lyman 1878. Ophiochiton fastigatus ingår i släktet Ophiochiton och familjen Ophiochitonidae. Inga underarter finns listade i Catalogue of Life.